# Capodrise
Capodrise là một đô thị ở tỉnh Caserta trong vùng Campania của Ý, có vị trí cách khoảng 25 km về phía bắc của Napoli và khoảng 3 km về phía tây nam của Caserta. Tại thời điểm ngày 31 tháng 12 năm 2004, đô thị này có dân số 8.135 người và diện tích là 3,5 km².
Capodrise giáp các đô thị: Marcianise, Portico di Caserta, Recale, San Marco Evangelista, San Nicola la Strada.